# Mount Matheson, Östantarktis
Mount Matheson är ett berg i Antarktis. Det ligger i Östantarktis. Australien gör anspråk på området. Toppen på Mount Matheson är 243 meter över havet.
Terrängen runt Mount Matheson är platt åt nordväst, men åt sydost är den kuperad. Trakten är obefolkad. Det finns inga samhällen i närheten. 